# ونلا
ونلا (به انگلیسی: Vanala) یک روستا در هند است که در Surendranagar district واقع شده‌است.

## خصوصیات
ونلا ۱٬۰۲۸ نفر جمعیت دارد.